# VIII. Károly svéd király

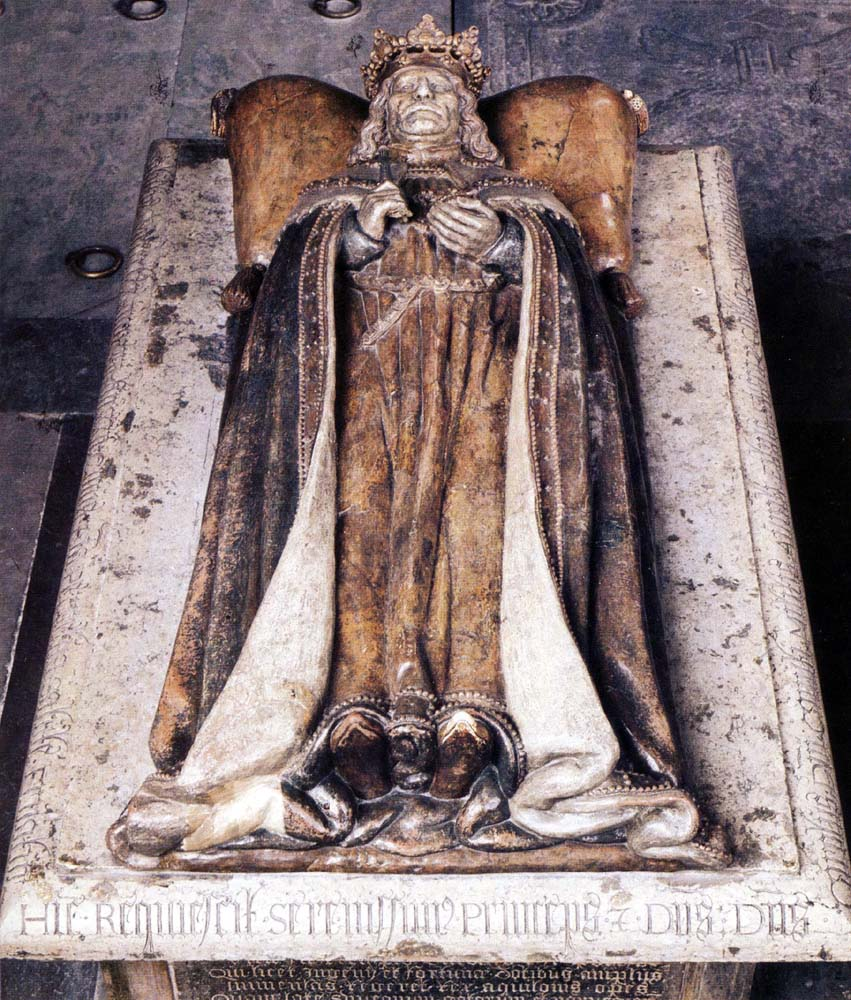
VIII. Károly sírja a Riddarholmskyrkanban

VIII. Károly vagy Karl Knutsson Bonde (Uppsala, 1409. október 5. – Stockholm város, 1470. május 15.) Svédország kormányzója majd királya és I. Károly néven Norvégia királya. A VIII. Károly megnevezés hibás és egy XVII. századi fiktív svéd történelemváltozaton alapul, amit IX. Károly vezetett be. Karl Knutsson valójában a második ilyen nevű királya volt Svédországnak, amint az a pénzein és első felesége síremlékén is helyesen olvasható.

## Kormányzósága
Karl Knutsson 1408 vagy 1409 októberében született Knut Tordsson Bonde és Margareta Karlsdotter Sparre av Tofta gyermekeként. Apja tagja volt a Titkos Tanácsnak.
1434-ben Svédországban kitört az Engelbrekt-féle felkelés a dán uralom ellen, Karl Knutsson pedig csatlakozott a felkelőkhöz. Még abban az évben hadparancsnoknak választották és tagja lett a Titkos Tanácsnak. Erik király trónfosztásával a nemesség őt választotta az ország katonai főparancsnokának hogy ellensúlyozza a parasztság körében népszerű Engelbrekt Engelbrektssont. Mikor Engelbrektet 1436-ban meggyilkolták, Karl Knutsson egyedüli kormányzója lett Svédországnak. 
1440-ben VII. Eriket lemondatták a trónról és helyébe Wittelsbach Kristófot választották Dánia, Norvégia és Svédország királyává a kalmari unió kebelén belül. Kristóf az 1441-es koronázásán lovaggá ütötte Karl Knutssont és kinevezte Svédország főbírájává. Egy hónappal később Karl lemondott főbírói tisztségéből és helyette hadparancsnok lett. Hatalmas birtokokat kapott Finnországban, ám a király ezek egy részét (Turku várát) hamarosan visszavette. Egyébként is kiesett a király kegyeiből és Kristóf uralkodása alatt csak egyszer hagyta el finnországi birtokait, amikor a lánya esküvőjére utazott.

## Svédország királya
Kristóf király 1448-ban örökös nélkül halt meg. Az ezt követő királyválasztáson Karl Knutsson kapta a legtöbb szavazatot és a kormányzó Bengt és Nils Jönsson Oxenstierna tiltakozása ellenére, június 28-án Mora kövén királlyá koronázták. 1448 szeptemberében a dánok I. Keresztélyt választották királyukká. Norvégia trónjáért mind Károly, mind Keresztély versengett, és mindkettőnek voltak pártfogói a norvég arisztokrácia körében. A norvég államtanács egy része uralkodóvá választotta Károlyt és 1449 novemberében a trondheimi székesegyházban meg is koronázták. Ám Keresztély fenntartotta az igényét és háborúval fenyegetőzött. A svéd arisztokrácia nem volt hajlandó Károly mögé állni, így 1450-ben kénytelen volt lemondani Norvégia trónjáról Keresztély javára. A háború ennek ellenére 1451-kitört Gotland ügyében.
Károly nem volt népszerű, sok ellenséget szerzett már korábban is kormányzósága idején. Az egyház megneheztelt rá, mert katonák kiállítására kötelezte őket, a köznép pedig a várkapitányok és helytartók visszaélései miatt zúgolódott. Az ellenzék vezetője a fiatal uppsalai érsek, Jöns Bengtsson Oxenstierna volt.
Károly próbálta helyzetét konszolidálni és nagy erőfeszítéseket tett a törvényes rend betartatására, ám adópolitikája miatt konfliktusa az egyházzal csak súlyosbodott. Egy rövid békeidőszak után kiújult a háború Dániával is. 1457 elején az uppsalai érsek fellázadt. Károly északra indult seregével, de Strängnäs-nál vereséget szenvedett és alig tudott visszamenekülni Stockholmba. Mivel nem tudott támogatást szerezni, kénytelen volt elhagyni az országot és Danzigba menekült.

## Visszatérései
A lázadók I. Keresztélynek ajánlották fel a svéd trónt. 1463-ban a király bebörtönözte az uppsalai érseket, mert az nem volt hajlandó beszedni a megemelt adókat. Az érsek rokonai fellázadtak és elűzték az ellenük küldött dán sereget. A felkelők visszahívták Károlyt, lengyel és német zsoldosok élén visszatért Svédországba. Ám a kiszabaduló érsek egyáltalán nem támogatta Károlyt, sőt fegyveresen ellene fordult és 1464-65 telén, két véres csata után menekülésre kényszerítette. Jöns érsek lett Svédország kormányzója, ám rövid idő múlva az arisztokrácia Erik Axelsson Tottot választotta a helyébe, aki 1467-ben lemondott és újból visszahívta Károlyt. Károly három évig uralkodott, megosztva hatalmát a Titkos Tanáccsal, de 1470 májusában Stockholmban meghalt. Csak egy kiskorú fia volt a szeretőjétől, akivel a halálos ágyán házasodott össze, de a Tanács nem fogadta el trónörökösnek és helyette unokaöccsét, Sten Sturét választották kormányzónak.

## Családja
Háromszor nősült, első felesége Birgitta Turesdotter Bielke (1428-ban), második Katarina Karlsdotter Gumsehuvud (1438), a harmadik pedig Kristina Abrahamsdotter (1470) volt.

## Összefoglalás
Karl Knutsson a svéd történelem egyik legzavarosabb idejében élt, állandó háborúskodás és lázadások közepette. Királyként külső és belső ellenségekkel volt körülvéve és nem volt lehetősége békés építkezésre. Bár Svédország függetlenségért harcolt, uralkodási módszerei miatt nem lett belőle nemzeti hős, mint elődjéből vagy utódából. Ő volt azonban az alapítója annak az arisztokrata rokonsági hálózatnak (idősebb és ifjabb Sten Sture, Svante Nilsson), amely végül szétszakította a kalmari uniót és kivívta a svéd függetlenséget.

## Fordítás
Ez a szócikk részben vagy egészben  a   Charles VIII of Sweden című angol Wikipédia-szócikk ezen változatának fordításán alapul.  Az eredeti cikk szerkesztőit annak laptörténete sorolja fel. Ez a jelzés csupán a megfogalmazás eredetét és a szerzői jogokat jelzi, nem szolgál a cikkben szereplő információk forrásmegjelöléseként.
| Előző uralkodó: I. Kristóf | Svédország uralkodója 1448 – 1457 1464 – 1465 1467 – 1470 | Következő uralkodó: I. Keresztély |

| Előző uralkodó: I. Kristóf | Norvégia uralkodója 1449 – 1450 | Következő uralkodó: I. Keresztély |